# Phoradendron juniperinum
Phoradendron juniperinum es una especie de planta fanerógama perteneciente a la familia Santalaceae.

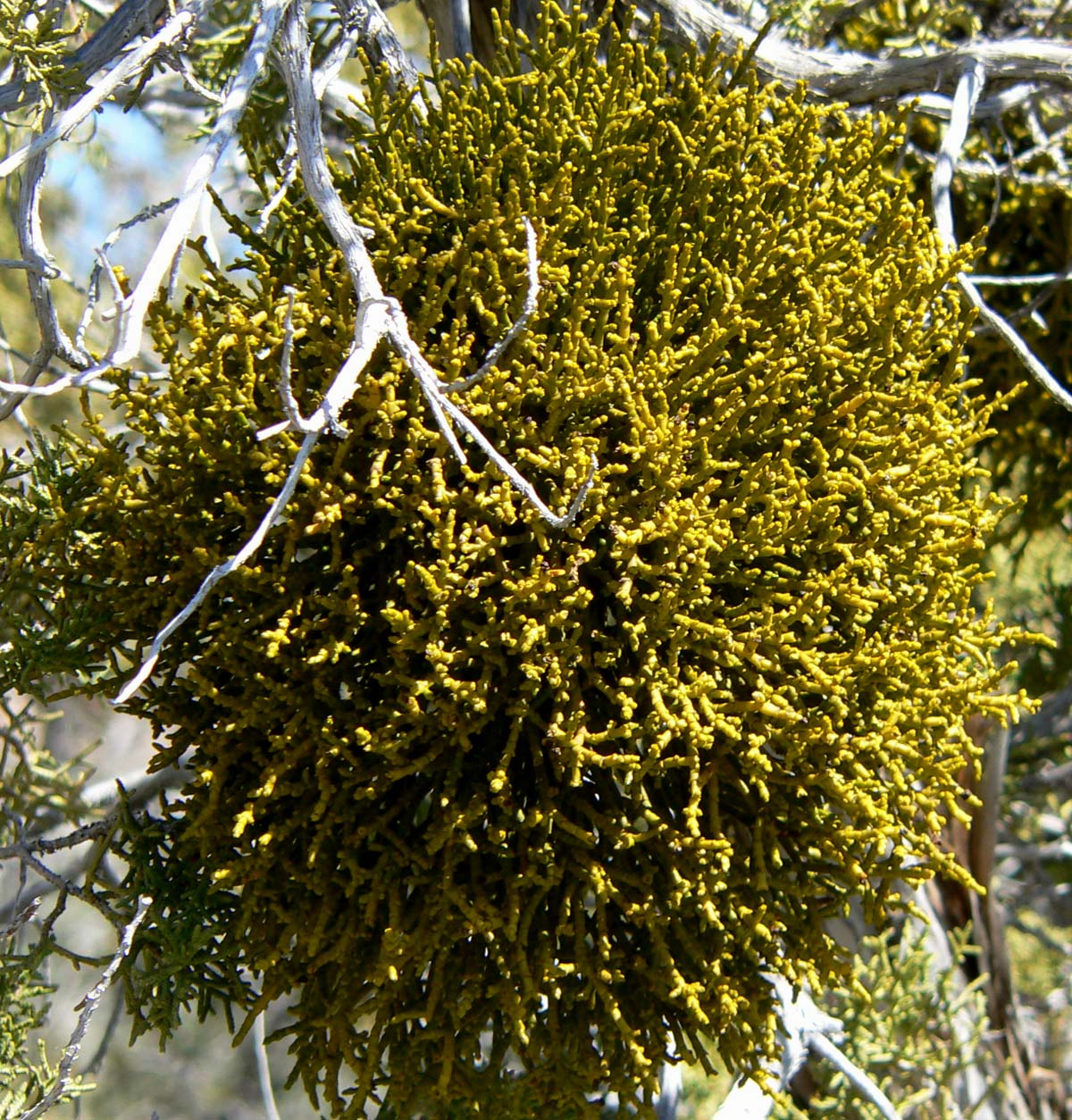
Vista de la planta

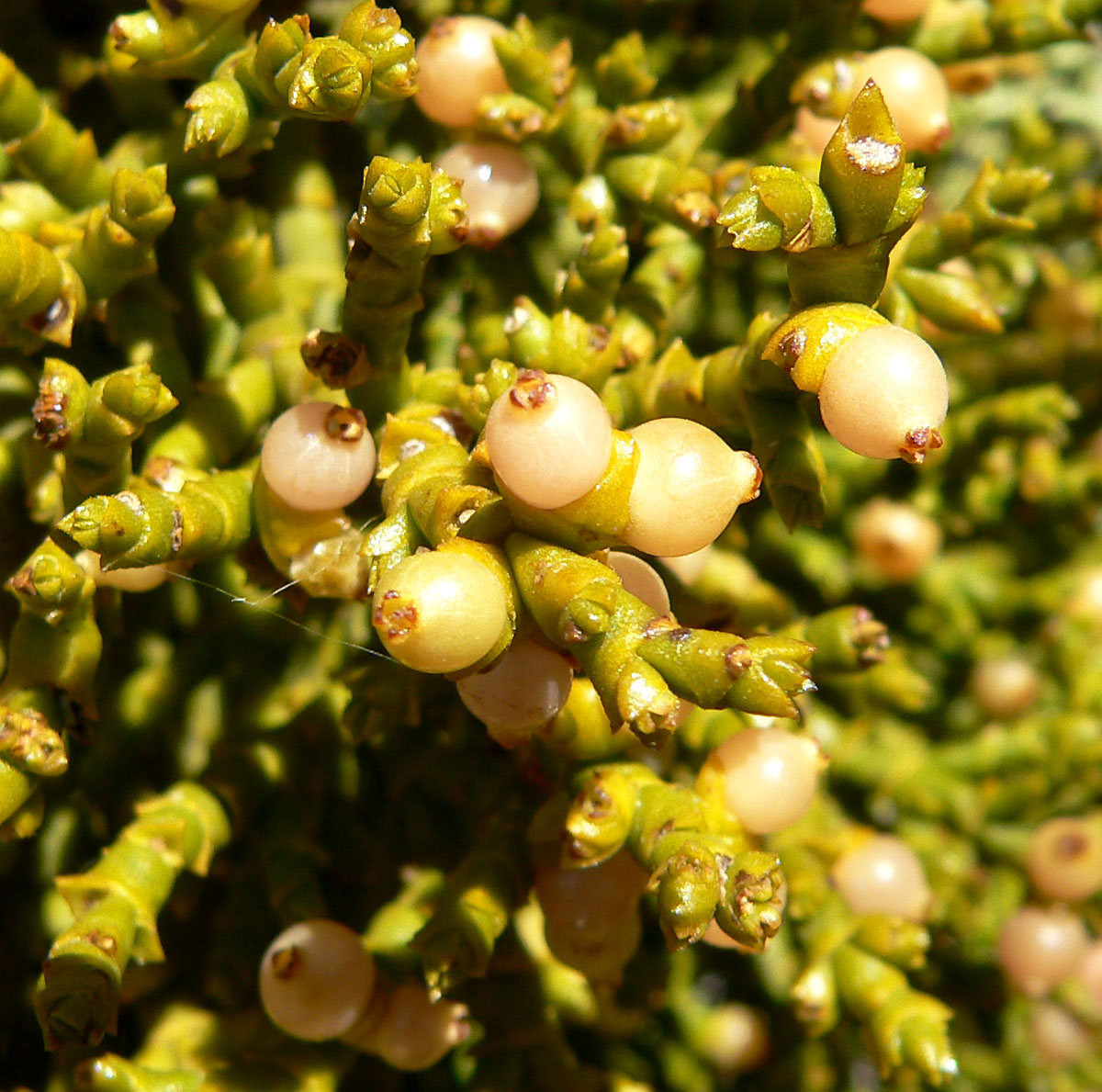
Vista de la planta

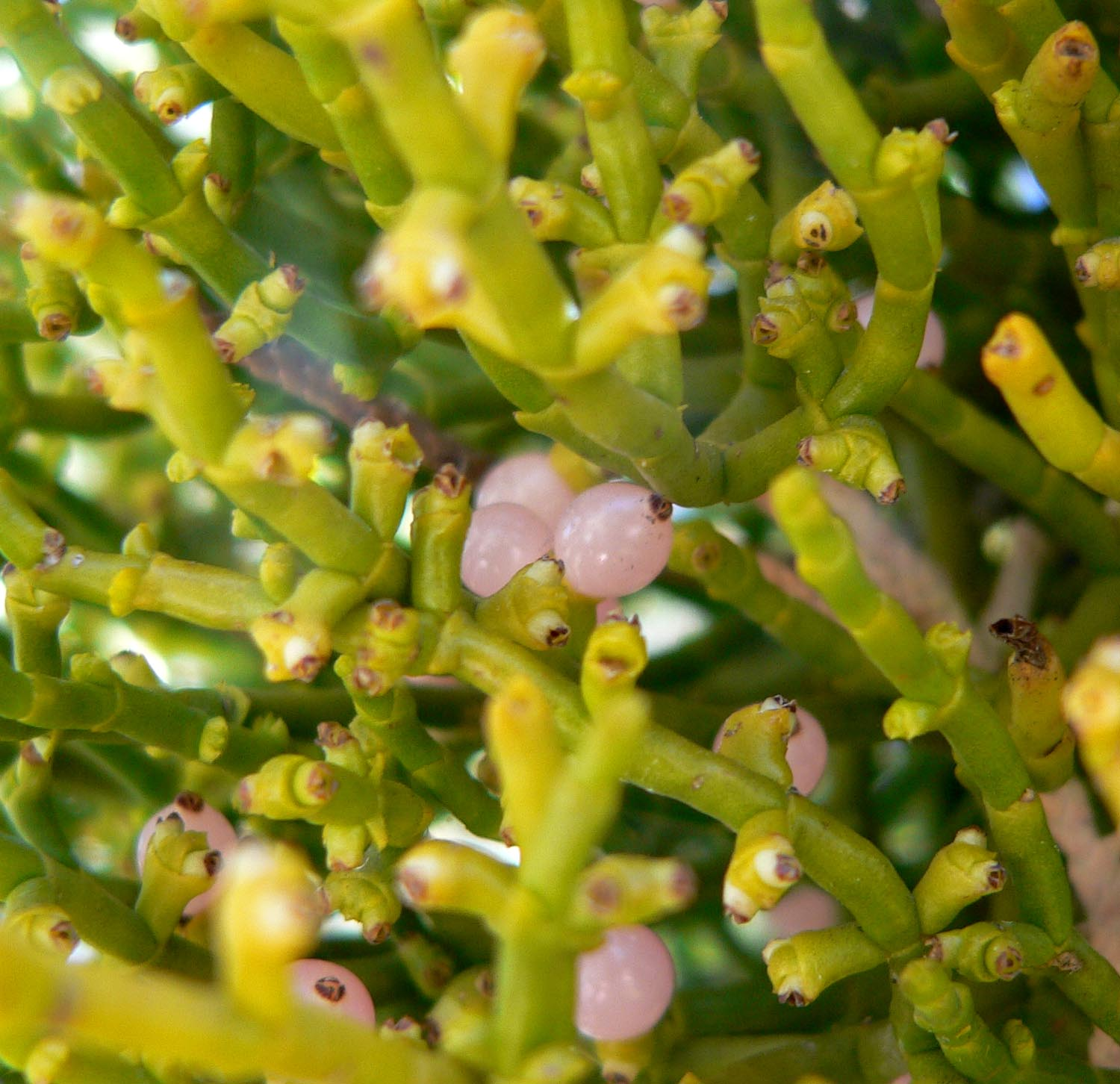
Detalle

## Distribución y hábitat
Es nativa del suroeste de Estados Unidos y norte de México, donde crece en diferentes tipos de hábitat boscoso. Se distribuye por California, Nevada, Arizona, Nuevo México, Oregón, Utah, Texas, Chihuahua y Sonora.
Este muérdago parásita especies de enebro, incluyendo Juniperus osteosperma, Juniperus scopulorum y Juniperus occidentalis.

## Descripción
Es un arbusto que produce muchas ramas erectas y difundidas de color verde amarillo de 20 a 40 centímetros de largo desde una base amaderada donde se une a su árbol huésped, tomando en el xilema el agua y nutrientes. Es hemiparásita, lo que significa que contiene un poco de clorofila y puede realizar la fotosíntesis tomando algo de energía por sí mismo también. Las ramas nudosas suaves tienen hojas aplanadas en forma de escamas. La planta es dioica, con individuos masculinos y femeninos para producir diferentes formas de inflorescencia con racimos de flores lleno de protuberancias. Las flores femeninas producen bayas esféricas brillantes de color rosa, cada una de unos 4 milímetros de ancho.
Las aves comen las frutas y excretan las semillas sin digerir desde las ramas de los árboles, donde germinan.

## Usos
Varias tribus de nativos americanos utilizan este muérdago con fines medicinales, para tés, y a veces para la comida. Entre los Zuñi, una infusión de toda la planta se utiliza para el estómago. Una infusión compuesta de planta es tomada para promover la relajación muscular en el nacimiento, y una infusión simple o compuesta de ramas es tomada después del parto para detener el flujo de sangre.

## Taxonomía
Phoradendron juniperinum fue descrita por Engelm. ex A.Gray y publicado en Memoirs of the American Academy of Arts and Science, new series 4(1): 58. 1849.
Sinonimia
- Phoradendron libocedri (Engelm.) Howell
- Phoradendron ligatum Trel.[7]